# 唑來磷酸
唑來膦酸 （國際非專利藥品名稱: Zoledronic acid，諾華藥廠的商品名稱為「卓骨祂乾粉注射劑」Zometa或Reclast）是一種二膦酸鹽藥物。卓骨祂用作防止癌症（如多發性骨髓瘤和前列腺癌）病人出現骨折。此藥也用於治療癌症病人的高血鈣症及疼痛的骨轉移。
Reclast是一種5mg點滴，用於治療畸型性骨炎，現也有研究將此藥用於治療骨質疏鬆症。

## 用藥
卓骨祂的標準劑量是4mg靜脈點滴十五分鐘，癌症病人每三至四週用藥一次。Reclast每劑為5mg，用於治療畸型性骨炎。
有研究發現三年每年一次5mg唑來膦酸點滴治療對比安慰劑，可降低患有骨質疏鬆的更年期後婦女的骨析次數，以及改進骨質密度。

## 副作用
此藥的副作用包括：疲倦、貧血、肌肉痛、發燒和手腳腫脹。第一次使用唑來膦酸常常會出現有如感冒的徵狀。隨後使用這藥物，卻不會出現這種徵狀，原因相信是與此藥潛在激活人類γ、δT細胞的可能性。
唑來膦酸會快速被腎臟處理。故此有腎功能退化或腎病的病人是不適合使用此藥物。
亦有使用這藥物的多發性骨髓瘤病人，出現罕見的頜骨壞死副作用，尤其是曾經拔牙的病人。

## 禁忌症
- 腎功能低下（如尿肌酸酐>3mg/dL）
- 懷孕
- 癱瘓